# Aulacopris reichei
Aulacopris reichei är en skalbaggsart som beskrevs av White 1859. Aulacopris reichei ingår i släktet Aulacopris och familjen bladhorningar. Inga underarter finns listade.